# Will Dohm
Will Dohm, född 8 april 1897 i Delbrück, Nordrhein-Westfalen, Kejsardömet Tyskland, död 28 november 1948 i München, Västtyskland, var en tysk skådespelare. Han scendebuterade 1921 och filmdebuterade 1929 och medverkade fram till 1946 i över 50 filmer. Dohm medverkade i både klassisk teater och mer lättsam modern underhållningsfilm. Han var gift med skådespelaren Heli Finkenzeller och far till skådespelaren Gaby Dohm.
Dohm ägnade sig även åt filmdubbning, bland annat gjorde han den tyska rösten till Oliver Hardy i Helan och Halvan-filmen Vi reser västerut från 1937.

## Filmografi, urval
- 1929 – Waterloo
- 1933 – Tunneln
- 1934 – Flyktingen från Chicago
- 1936 – Allotria
- 1937 – Fridericus
- 1937 – Säg ja till livet
- 1939 – Bel Ami
- 1939 – Förbjudna fruar
- 1941 – Fröken Casanova
- 1941 – Fy, så'na karlar!
- 1942 – Den mystiske herr Styx
- 1943 – Borgmästarinnan badar
- 1943 – Gammalt hjärta blir åter ungt
- 1943 – Mina fyra män

### Webbkällor
- filmportal.de
- Artikel i Der Spiegel (på tyska)

### Fotnoter
1. 1 2  filmportal.de, Filmportal-ID: b2b6b34d637e46f28a79b47fbc68736a, läst: 9 oktober 2017.[källa från Wikidata]
2. 1 2  Gemeinsame Normdatei, läst: 25 juni 2015.[källa från Wikidata]
3. ↑  Norbert Aping (2004). Das Dick-und-Doof-Buch: die Geschichte von Laurel und Hardy in Deutschland. ISBN 978-3894723569